# Halszka Witkowska
Halszka Witkowska (ur. 28 grudnia 1989) – polska doktor nauk humanistycznych, suicydolog, specjalistka w zakresie profilaktyki samobójstw i wsparcia osób w kryzysie, w tym Ekspertka Debaty PWN. Członek Zespołu Roboczego ds. prewencji samobójstw i depresji przy Radzie ds. Zdrowia Publicznego w Ministerstwie Zdrowia. W 2024 roku uhonorowana srebrnym BohaterON-em w kategorii „Osoba Publiczna” za działania na rzecz promocji zdrowia psychicznego.
Zajmuje się upowszechnianiem wiedzy na temat zapobiegania samobójstwom jako badaczka i wykładowczyni Uniwersytetu Warszawskiego oraz jako aktywistka społeczna.

## Wykształcenie
Absolwentka Instytutu Kultury Polskiej Uniwersytetu Warszawskiego. W latach 2014-2019 uczestniczka Środowiskowych Transdyscyplinarnych Studiów Doktoranckich na Wydziale „Artes Liberales”. Dysertację obroniła z wyróżnieniem w 2019 roku na podstawie rozprawy Samobójstwo w kulturze dzisiejszej. Listy samobójców jako gatunek wypowiedzi i fakt kulturowy, która ukazała się następnie jako książka. Promotorem dysertacji był prof. Zbigniew Kloch.
W roku 2018 uzyskała Certyfikat Suicydologa wydawany przez Polskie Towarzystwo Suicydologiczne.

## Działalność

### Działalność dydaktyczna
Od 2016 roku na Wydziale „Artes Liberales” prowadzi zajęcia dotyczące suicydologii. "Prowadzi autorskie zajęcia o samobójstwie, takie jak „Życiowe sytuacje graniczne – autodestrukcja jako problem kulturowy” oraz „Wprowadzenie do suicydologii, czyli interdyscyplinarne podejście do autodestrukcji”. Dodatkowo, jest mentorem i współtwórcą naukowego koła suicydologicznego „SKoN”, które powstało na Wydziale Artes Liberales w 2019 roku".
Współautorka programu pierwszych w Polsce Podyplomowych studiów z Suicydologii prowadzonych przez Polskie Towarzystwo Suicydologiczne i Menadżerską Akademię Nauk Stosowanych.

### Aktywność społeczna
Od 2018 roku działa na rzecz przełamywania społecznego tabu związanego z problematyką samobójstw oraz zwiększania świadomości społecznej w tym zakresie.
Pomysłodawczyni i koordynatorka pierwszego w Polsce serwisu edukacyjno-pomocowego dla osób w kryzysie samobójczym i ich bliskich Życie warte jest rozmowy (www.zwjr.pl), oraz kampanii społecznej „Życie warte jest rozmowy”, skierowanej do osób zagrożonych samobójstwem i ich bliskich. Autorka publikacji i uczestniczka programów medialnych poświęconych zdrowiu psychicznemu.

### Współpraca z kinematografią
Pełniła funkcję konsultantki suicydologicznej przy filmach, m.in. Wszystkie nasze strachy (nagrodzonym Złotymi Lwami na Festiwalu Polskich Filmów Fabularnych w Gdyni) oraz Zdążyć przed ciszą.”

### Sprawowane funkcje
- Od 2016 roku przewodnicząca komisji do spraw kultury w Polskim Towarzystwie Suicydologicznym[6].
- Od 2018 członkinią Zarządu Głównego Polskiego Towarzystwa Suicydologicznego[6], gdzie pełni rolę Wiceprezesa Zarządu Głównego, a także członka Prezydium[14].
- Członkini Zespołu Roboczego ds. prewencji samobójstw i depresji przy Radzie ds. Zdrowia Publicznego w Ministerstwie Zdrowia[15] oraz koordynatorką trzech zadań realizowanych w ramach Programu Zapobiegania Zachowaniom Samobójczym realizowanego w ramach Narodowego Programu Zdrowia[16][17].
- Ekspertka Biura ds. Zapobiegania Zachowaniom Samobójczym Instytutu Psychiatrii i Neurologii w Warszawie. Należy do grupy pracującej nad międzynarodowym grantem E-Life Long Learning in Prevention of Suicide in Europe w programie ERASMUS+[18][19][20].
- Kierowniczka i koordynatorka Interdyscyplinarnego Zespołu Profilaktyki Zachowań Samobójczych, który odpowiada za jakość merytoryczną materiałów publikowanych na pierwszej w Polsce platformie pomocowo-edukacyjnej Życie warte jest rozmowy (www.zwjr.pl).
- Przewodnicząca Komisji Etyki w Polskim Związku Jeździeckim[21].

## Wybrane publikacje
Ma na swoim koncie szereg publikacji naukowych z zakresu suicydologii.
Autorka książek:
- Samobójstwo w kulturze dzisiejszej. Listy samobójców jako gatunek wypowiedzi i fakt kulturowy, Wydawnictwo Uniwersytetu Warszawskiego, 2021[22][20],
- Życie mimo wszystko. Rozmowy o samobójstwie, Wydawnictwie Prószyński Media, 2022[23].

Współautorka książek:
- Niewysłuchani. O śmierci samobójczej i tych którzy pozostali, razem z Moniką Tadrą, Prószyński Media, 2024[24][25].

Współredaktorka monografii zbiorowej:
- Autodestrukcja. Sytuacje graniczne we współczesnej kulturze, razem z dr. hab. Ewą Rudnicką, Wydawnictwa Uniwersytetu Warszawskiego, 2020[26][27],
- Nikt nie chce umierać. Autodestrukcja w perspektywie kulturowej, razem z dr. hab. Ewą Rudnicką, Wydawnictwa Uniwersytetu Warszawskiego, 2023[28],
- Nie mam siły żyć. Autodestrukcja w kulturze, razem z prof. Piotrem Andrzejem Nowakiem, Wydawnictwa Uniwersytetu Warszawskiego, 2024[29].

Autorka rozdziałów w książkach:
- Struktura tekstu w listach samobójców w książce: „Znakowe Wartości Kultury”, pod red. Z. Kloch, Ł. Grutzmacher, M. Kaźmierczak, Wydawnictwa Uniwersytetu Warszawskiego, Warszawa: 2014[20],
- Etiologia zachowań samobójczych wśród dzieci i młodzieży – interdyscyplinarna analiza zjawiska, w książce „Zapobieganie samobójstwom. Tom 3. Zachowania suicydalne dzieci i młodzieży”, pod red. H. Brunon, Wydawnictwo Difin, Warszawa: 2023[30],
- Obraz listu pożegnalnego i samobójcy w filmie fabularnym w książce „Autodestrukcja. Sytuacje graniczne we współczesnej kulturze”, pod red. E. Rudnicka, H. Witkowska, Wydawnictwa Uniwersytetu Warszawskiego, Warszawa: 2019[27].

Autorka artykułów w czasopismach:
- Suicide of the body and suicide of the soul. The last decision in the Russian experience, angielski rocznik „KRONOS” vol. 3[20],
- Do Suicides Really Leave Letters? Letter as a Symbol in the Past and Present, angielski rocznik „KRONOS” vol. 4[20],
- List – symbol, o tym co ukryte w kopercie, „Colloquia Communia” nr 2, lipiec–grudzień 2015[20],
- Obraz samobójstwa we współczesnej kulturze masowej, „Suicydologia. Rocznik suicydologiczny”[20],
- „Wybacz mi” – list samobójcy jako wypowiedź performatywna, „Suicydologia. Rocznik suicydologiczny”[20],
- Monolog ostateczny, „Suicydologia. Rocznik suicydologiczny”[20],
- Tych kilka chwil przed…, "Zupełnie Inny Świat" nr 37[31][32]

Współautorka poradników:
- Wspieranie działań z zakresu zapobiegania samobójstwom. Poradnik dla moderatorów treści  i administratorów serwisów internetowych. Baran A., Palma J., Soczewka M., Witkowska H.,  Gawliński A., Kwaśnik A., Matuszewski F., Rosa K., Wolniak A., Różycka M., Warszawa, 2019[33],
- Samouszkodzenia – zrozumieć, aby zapobiec. Poradnik nt. samouszkodzeń u młodzieży, skierowany do środowiska szkolnego (nauczyciele, wychowawcy, szkolni specjaliści), Kicińska L., Łuba M., Palma J., Witkowska H., Warszawa: Stowarzyszenie Polskie Towarzystwo Suicydologiczne, 2022[34],
- Interwencje po śmierci samobójczej – o znaczeniu i potrzebie działań postwencyjnych w szkole, Łuba M., Palma J., Witkowska H., Warszawa: Polskie Towarzystwo Suicydologiczne, 2022[35],
- Rekomendacje dotyczące informowania o zachowaniach samobójczych, Witkowska H., Czabański A., Kicińska L., Łuba M., Palma J., Szczepaniak W., zadanie zrealizowane ze środków Narodowego Programu Zdrowia na lata 2021-2025, finansowane przez Ministra Zdrowia[36][37],
- Standardy postępowania dla osób duchownych, w ramach Krajowego Programu Zapobiegania Zachowaniom Samobójczym realizowanego w ramach NPZ na lata 2021-2025[38][39].

Inne teksty:
- Posłowie do książki Ewy Nowak Orkan. Depresja, wydawnictwo Tygmont 2019[40].

## Tezy naukowe
Halszka Witkowska jest autorką interdyscyplinarnego modelu etiologii zachowań samobójczych, który porządkuje czynniki wpływające na zachowania samobójcze w pięciu kategoriach: indywidualne, sytuacyjne, środowiskowe (takie jak rodzina, praca, szkoła czy Internet), społeczne oraz kulturowe.
Witkowska sformułowała również tezę o performatywności zapisu pozostawianego przez osoby, które odbierają sobie życie. Zwraca uwagę, że dokumenty pisemne pozostawiane przez osoby zmarłe w wyniku samobójstwa nie są klasycznymi listami, lecz stanowią świadectwa, między innymi ze względu na ich różnorodną formę, która często nie mieści się w definicji listu.

## Nagrody i wyróżnienia
2025
- Laureatka konkursu Kobieta Rynku Zdrowia 2025[42]

2024
- Srebrny BohaterON w kategorii ,,Osoba Publiczna” za edukację społeczną i działalność w obszarze prewencji samobójstw[4].
- Nominacja do nagrody „Warszawianka Roku 2024”[43]
- Laureatka „Nagrody Korczaka 2024”[44][45][46]

## Wystąpienia medialne
Halszka Witkowska na swoim koncie ma liczne wystąpienia na konferencjach oraz w mediach, jak również w mediach społecznościowych.  6 czerwca 2025 roku wystąpiła na TEDxWarsaw, gdzie w swoim wystąpieniu mówiła o znaczeniu dostrzegania tego, co ukrywane, oraz słyszenia tego, co niewypowiedziane.